# The One (Michael Jackson)
The One è un documentario sull'artista Michael Jackson pubblicato su DVD nel 2004.

## Genesi dell'opera
Il canale televisivo statunitense CBS aveva preparato uno speciale documentario di circa un'ora dedicato completamente a Michael Jackson in vista dell'uscita della compilation di quest'ultimo, Number Ones, contenente tutte le canzoni dell'artista arrivate alla numero uno delle classifiche mondiali. Lo special si sarebbe dovuto intitolare The One e sarebbe andato in onda il 26 novembre 2003. Il programma sarebbe stato composto da varie interviste a parenti e collaboratori del cantante, oltre che a molti artisti dell'epoca che si sentivano ispirati da lui, e avrebbe ripercorso la carriera di Jackson concludendosi con una performance esclusiva del cantante in cui avrebbe interpretato il brano inedito One More Chance. La CBS iniziò i preparativi per la registrazione della performance, che sarebbe avvenuta in gran segreto a Las Vegas, ma, a causa di alcune nuove accuse di presunti abusi sessuali su minore verso Jackson, il tutto venne accantonato dopo un solo giorno di riprese quando, il 23 novembre 2003, la polizia di Los Angeles emise un mandato d'arresto per il cantante. Lo special venne cancellato dai palinsesti della rete, venendo pubblicato infine in DVD nel 2004 senza la performance finale e con al suo posto un montaggio di vari video dell'artista. Le immagini girate da Jackson per accompagnare One More Chance, frutto di una sola giornata di riprese, rimasero inedite per diversi anni e vennero pubblicate infine postume dopo la morte dell'artista come video musicale inedito della canzone nella raccolta Michael Jackson's Vision del 2010.

## Trama
L'opera è divisa in 4 parti e descrive la carriera di Jackson sin da bambino quando si esibiva con i suoi fratelli, i Jackson 5, soffermandosi sull'età adulta e sulla sua carriera da solista. Il documentario parte dai suoi primi successi da solista, come il suo singolo Ben e arrivando ai singoli dell'album Dangerous, ignorando completamente i singoli di successo degli album HIStory (tranne per qualche immagine tratta dal teaser trailer di HIStory) e Invincible (tranne per You Rock My World, il singolo principale dell'album, che si sente nei titoli di coda), probabilmente a causa della cancellazione dello special quando era ancora in fase di produzione (nei titoli di coda, infatti, compaiono i titoli di altre canzoni non presenti come Earth Song o i ringraziamenti ad alcuni artisti non presenti come la cantante Mya). Il documentario approfondisce uno per uno alcuni dei singoli di successo del cantante, accompagnati da immagini tratte dai videoclip e da alcune immagini delle performance live, all'epoca molte inedite, con i commenti di molti artisti famosi come i cantanti Pharrell Williams e Beyoncé.
Il documentario si conclude con la canzone inedita One More Chance, accompagnata da un montaggio di vecchi videoclip e performance dell'artista, pubblicata lo stesso anno nel Greatest Hits Number Ones.

## Contenuti
Alcune canzoni da solista di Jackson contenute nel documentario vengono approfondite una per una in ordine cronologico per era di pubblicazione di ogni album in cui sono contenute (a parte qualche errore o invertiménto) o si sentono di sottofondo durante le interviste. Le canzoni sono:
1. Ben (con immagini live dal Triumph Tour)
2. Rock with You (con immagini live dal Triumph e dal Bad World Tour)
3. Don't Stop 'til You Get Enough (con immagini live dal Triumph Tour)
4. Billie Jean (con immagini live dal Motown 25, Bad Tour, Dangerous World Tour e HIStory World Tour)
5. Wanna Be Startin' Somethin'
6. Beat It (con immagini live dal Dangerous Tour e HIStory Tour)
7. Thriller
8. Another Part of Me
9. Bad (con immagini live dal Bad Tour)
10. Dirty Diana
11. Heal the World (con immagini live dall'Halftime Show del Super Bowl XXVII)
12. Smooth Criminal (con immagini live dal Dangerous Tour; il brano, e il relativo video, vennero pubblicati nel 1988 ma, erroneamente, viene messa nel documentario dopo Heal the World, pubblicata nel 1992)
13. Black or White (con immagini live dal Dangerous Tour)*
14. One More Chance (con immagini di repertorio tratte da altri video di Jackson)
15. You Rock My World (durante i titoli di coda)

(*) Nonostante, alla pubblicazione del DVD, la carriera di Jackson fosse andata avanti dopo Black or White con singoli di successo quali Remember the Time, Scream, You Are Not Alone, Earth Song, They Don't Care About Us o Blood on the Dance Floor, solo per citarne alcuni, il documentario conclude la carriera dell'artista con tale canzone; a causa dell'abbandono del progetto da parte della CBS dopo l'arresto di Jackson nel 2003, il documentario rimase, infatti, incompleto.